# Olympische Winterspiele 2026/Eishockey (Herren)/Qualifikation
Die Qualifikation zum olympischen Eishockeyturnier der Herren 2026 wurde zwischen Dezember 2023 und September 2024 ausgetragen. Dabei wurden drei Plätze des Endturniers ausgespielt. Zu den drei Qualifikanten kommen die acht besten Nationen der IIHF-Weltrangliste des Jahres 2023 sowie Italien als Ausrichter.
Die drei Plätze wurden in einem mehrstufigen System zwischen 29 Teilnehmern ausgespielt. Die Einstufung erfolgte ebenfalls nach dem Stand der IIHF-Weltrangliste 2023. In der letzten Qualifikationsrunde sicherten sich die Slowakei, Lettland und Dänemark die verbleibenden drei freien Plätze im olympischen Eishockeyturnier.

## Qualifikationsmodus
Für das olympische Turnier qualifizierten sich neben dem Ausrichter Italien die ersten acht Nationen der IIHF-Weltrangliste nach Abschluss der Weltmeisterschaft 2023 direkt. Die Nationalmannschaften ab dem Weltranglistenplatz 9 spielten zwischen Dezember 2023 und September 2024 die drei verbleibenden Plätze in einem mehrstufigen System in Qualifikationsturnieren aus. Insgesamt meldeten 30 Länder für die zunächst elf – letztlich neun – Turniere. Damit verringerte sich die Zahl der Teilnehmer im Vergleich zur Qualifikation für die Olympischen Winterspiele 2022 um sechs Teilnehmer. Die Teilnehmer wurden nach ihrem Weltranglistenrang auf die Qualifikationsrunden aufgeteilt:
| Rang | Land               | Einstieg           |
| ---- | ------------------ | ------------------ |
| 01   | Kanada             | direkt             |
| 02   | Finnland           | direkt             |
| 03   | Russland           | Ausschluss         |
| 04   | Vereinigte Staaten | direkt             |
| 05   | Deutschland        | direkt             |
| 06   | Schweden           | direkt             |
| 07   | Schweiz            | direkt             |
| 08   | Tschechien         | direkt             |
| 09   | Slowakei           | Qualifikation      |
| 10   | Lettland           | Qualifikation      |
| 11   | Dänemark           | Qualifikation      |
| 12   | Norwegen           | Qualifikation      |
| 13   | Frankreich         | Qualifikation      |
| 14   | Belarus            | Ausschluss         |
| 15   | Kasachstan         | Qualifikation      |
| 16   | Österreich         | Qualifikation      |
| 17   | Slowenien          | Qualifikation      |
| 18   | Italien            | direkt (Gastgeber) |
| 19   | Ungarn             | 3. Runde           |
| 20   | Großbritannien     | 3. Runde           |

| Rang | Land                         | Einstieg          |
| ---- | ---------------------------- | ----------------- |
| 21   | Südkorea                     | 3. Runde          |
| 22   | Polen                        | 3. Runde          |
| 23   | Rumänien                     | 3. Runde          |
| 24   | Litauen                      | 3. Runde          |
| 25   | Japan                        | 3. Runde          |
| 26   | Volksrepublik China          | 3. Runde          |
| 27   | Ukraine                      | 3. Runde          |
| 28   | Estland                      | 2. Runde          |
| 29   | Niederlande                  | 2. Runde          |
| 30   | Serbien                      | 2. Runde          |
| 31   | Kroatien                     | 2. Runde          |
| 32   | Spanien                      | 2. Runde          |
| 33   | Israel                       | Verzicht          |
| 34   | Island                       | 2. Runde          |
| 35   | Australien                   | Verzicht          |
| 36   | Bulgarien                    | 2. Runde          |
| 37   | Mexiko                       | Verzicht          |
| 38   | Türkei                       | 2. Runde          |
| 39   | Vereinigte Arabische Emirate | 1. Runde (Absage) |
| 40   | Belgien                      | Verzicht          |

| Rang | Land                    | Einstieg              |
| ---- | ----------------------- | --------------------- |
| 41   | Republik China (Taiwan) | 2. Runde (Einladung)  |
| 42   | Neuseeland              | Verzicht              |
| 43   | Luxemburg               | Verzicht              |
| 44   | Thailand                | 2. Runde (Einladung)  |
| 45   | Turkmenistan            | Verzicht              |
| 46   | Kirgisistan             | 1. Runde (Absage)     |
| 47   | Hongkong                | 1. Runde (Absage)     |
| 48   | Bosnien und Herzegowina | 1. Runde (Absage)     |
| 49   | Südafrika               | 2. Runde (Einladung)  |
| 50   | Kuwait                  | 1. Runde (Absage)     |
| 51   | Singapur                | Verzicht              |
| 52   | Malaysia                | Verzicht              |
| 53   | Georgien                | 2. Runde (Nachrücker) |
| 54   | Iran                    | 1. Runde (Absage)     |
| 55   | Philippinen             | Verzicht              |
| 56   | Nordkorea               | Verzicht              |
| 57   | Mongolei                | Verzicht              |
| 58   | Indonesien              | Verzicht              |

In der ersten Runde der Vorqualifikation sollten die zehn gemeldeten Nationalmannschaften auf den Weltranglistenplätzen zwischen 39 und 54 in zwei Gruppen à fünf Mannschaften aufeinander. Die beiden Gruppensieger sollten sich für die zweite Runde qualifizieren und das dortige Starterfeld auf zwölf Mannschaften auf füllen. Die Runde wurde jedoch abgesagt und das Teilnehmerfeld mit Einladungen sowie Nachrückern ergänzt. Die letztlich acht gemeldeten Teilnehmer der zweiten Runde belegten in der Weltrangliste die Plätze zwischen den Rängen 28 und 38. Dort wird ebenfalls in drei voneinander unabhängigen Vierergruppen gespielt, woraufhin sich erneut lediglich die drei Gruppensieger für die nächste Runde qualifizierten.
Für die dritte und letzte Runde der Vorqualifikation waren die neun gemeldeten Nationalmannschaft auf den Weltranglistenplätzen zwischen 19 und 27 gesetzt. Aufgefüllt durch die drei Sieger der vorangegangenen Runde wurden erneut in drei Gruppen à vier Mannschaften die Gruppensieger ermittelt. Die drei Gruppensieger – sowie nach dem Ausschluss Belarus’ der punktbeste Gruppenzweite – erreichten schließlich die eigentliche Qualifikation, in der sie auf die acht Mannschaften trafen, die in der Weltrangliste die Plätze 9 bis 17 belegen. Dort wurde erneut in drei Gruppen mit jeweils vier Mannschaften gespielt. Die jeweiligen Gruppensieger – sowie nach dem Ausschluss Russlands der punktbeste Gruppenzweite – qualifizierten sich schließlich für das olympische Eishockeyturnier.
Unter den nichtqualifizierten Nationen bildete die Internationale Eishockey-Föderation eine Rangfolge, die in die IIHF-Weltrangliste des Jahres 2026 eingeht.

## Vorqualifikation Runde 1
Die erste Runde der Vorqualifikation sollte zwischen dem 8. und 12. November 2023 stattfinden. Die zunächst zehn gemeldeten Mannschaften sollten in zwei Turnieren à fünf Mannschaften zwei Qualifikanten für die nächste Runde ausspielen. Gemeldet waren für die Gruppe N die Nationalmannschaften der Vereinigten Arabischen Emirate, Kirgisistans, Hongkongs, Kuwaits und Georgiens. In der Gruppe O sollten die Republik China (Taiwan), Thailand, Bosnien und Herzegowina, Südafrika sowie der Iran spielen.
Nach der Absage akzeptierten die Republik China (Taiwan), Thailand und Südafrika Einladungen für die zweite Runde. Georgien rückte aufgrund des nachträglichen Verzichts Mexikos ebenfalls in die zweite Runde nach.

## Vorqualifikation Runde 2
Die zweite Runde der Vorqualifikation fand zwischen dem 14. und 17. Dezember 2023 statt. Dabei genossen die in der Weltrangliste Besserplatzierten das Recht, das Turnier auszurichten. Während die Verbände der Niederlande und Serbien davon Gebrauch machten, verzichtete der estnische Verband und übergab das Austragungsrecht an Island ab.

### Gruppe K
Die Spiele der Gruppe K der zweiten Runde der Vorqualifikation fanden vom 14. bis 17. Dezember 2023 in der isländischen Landeshauptstadt Reykjavík statt. Der Spielort war die 1.500 Zuschauer fassende Skautahöllin í Laugardal. Insgesamt besuchten 971 Zuschauer die sechs Turnierspiele, was einem Schnitt von 161 pro Partie entspricht. Estland verzichtete auf das Austragungsrecht des Turniers.
| 14. Dezember 2023 15:30 Uhr (Ortszeit) | Bulgarien | 0:21 (0:3, 0:8, 0:10) Spielbericht | Estland V. Vasjonkin (4:26) M. Lovkov (8:14) V. Vasjonkin (18:17) J. Romanov (24:02) N. Puzakov (24:22) H. Koll (26:32) R. Arrak (27:24) R. Kiik (28:06) R. Arrak (31:45) D. Fursa (34:29) V. Vasjonkin (35:30) M. Appelberg (41:28) M. Appelberg (45:29) N. Fedorovits (46:46) R. Kiik (48:07) M. Lovkov (49:42) V. Vasjonkin (52:25) N. Puzakov (53:11) D. Fursa (56:51) J. Romanov (57:48) R. Kiik (59:23) | Skautahöllin í Laugardal, Reykjavík Zuschauer: 72 |

| 14. Dezember 2023 19:00 Uhr | Island U. Rúnarsson (0:54) H. Magnússon (5:20) G. Arason (15:05) A. Mikaelsson (25:13) N. Hafsteinsson (27:15) O. Jónsson (39:40) B. Jóhannesson (52:08) V. Hlynsson (58:57) N. Hafsteinsson (59:25) | 9:0 (3:0, 3:0, 3:0) Spielbericht | Südafrika | Skautahöllin í Laugardal, Reykjavík Zuschauer: 211 |

| 15. Dezember 2023 15:30 Uhr | Estland M. Appelberg (13:08) M. Appelberg (21:15) L. Lahesalu (25:51) H. Koll (27:39) V. Vasjonkin (29:07) R. Arrak (29:23) M. Appelberg (48:32) M. Appelberg (53:48) D. Fursa (59:05) | 9:2 (1:1, 5:1, 3:0) Spielbericht | Südafrika S. Kluyts (16:36) M. Giot (39:53) | Skautahöllin í Laugardal, Reykjavík Zuschauer: 35 |

| 15. Dezember 2023 19:00 Uhr | Island A. Mikaelsson (6:05) K. Arnarsson (39:34) U. Blöndal (58:34) U. Rúnarsson (59:43) | 4:3 (1:0, 1:2, 2:1) Spielbericht | Bulgarien M. Atanassow (21:42) M. Atanassow (28:02) K. Dikow (47:28) | Skautahöllin í Laugardal, Reykjavík Zuschauer: 196 |

| 17. Dezember 2023 13:30 Uhr | Südafrika J. Valadas (31:26) J. Valadas (40:41) D. Phakathi (47:07) L. Carelse (56:04) | 4:1 (0:0, 1:0, 3:1) Spielbericht | Bulgarien D. Dilkow (59:49) | Skautahöllin í Laugardal, Reykjavík Zuschauer: 93 |

| 17. Dezember 2023 17:00 Uhr | Estland R. Arrak (0:51) N. Fedorovits (2:47) R. Arrak (9:49) L. Lahesalu (20:58) R. Arrak (28:11) R. Arrak (44:36) | 6:0 (3:0, 2:0, 1:0) Spielbericht | Island | Skautahöllin í Laugardal, Reykjavík Zuschauer: 364 |

| Pl. |           | Sp | S | OTS | OTN | N | Tore  | Punkte |
| --- | --------- | -- | - | --- | --- | - | ----- | ------ |
| 1.  | Estland   | 3  | 3 | 0   | 0   | 0 | 36:02 | 9      |
| 2.  | Island    | 3  | 2 | 0   | 0   | 1 | 13:09 | 6      |
| 3.  | Südafrika | 3  | 1 | 0   | 0   | 2 | 06:19 | 3      |
| 4.  | Bulgarien | 3  | 0 | 0   | 0   | 3 | 04:29 | 0      |

Abkürzungen: Pl. = Platz, Sp = Spiele, S = Siege, OTS = Siege nach Verlängerung (Overtime) oder Penaltyschießen, OTN = Niederlagen nach Verlängerung oder Penaltyschießen, N = Niederlagen

Erläuterungen: Qualifikant für die dritte Runde der Vorqualifikation

### Gruppe L
Die Spiele der Gruppe L der zweiten Runde der Vorqualifikation fanden vom 15. bis 17. Dezember 2023 im niederländischen Tilburg statt. Dort wurde im 2.500 Zuschauer fassenden IJssportcentrum Stappegoor gespielt. Insgesamt besuchten 2.385 Zuschauer die sechs Turnierspiele, was einem Schnitt von 397 pro Partie entspricht.
| 15. Dezember 2023 16:30 Uhr (Ortszeit) | Spanien O. Rubio (4:40) I. Granell (9:36) I. Granell (12:29) J. Capillas (16:40) I. Granell (17:30) D. Donath (17:39) J. Muratet (22:28) A. Carbonell (24:30) L. J. Hernández (25:19) G. González (27:17) A. Carbonell (33:27) J. Muratet (36:47) L. J. Hernández (46:59) P. Zaballa (48:40) D. Donath (54:18) | 15:2 (6:0, 6:2, 3:0) Spielbericht | Thailand N. Lampson (31:21) N. Lampson (33:38) | IJssportcentrum Stappegoor, Tilburg Zuschauer: 150 |

| 15. Dezember 2023 20:00 Uhr | Niederlande R. de Hondt (6:17) J. Verkiel (12:35) D. Stempher (30:11) B. Bison (38:13) J. de Bonth (40:45) N. Muller (44:31) G. van Nes (50:38) D. Stempher (58:04) | 8:2 (2:1, 2:1, 4:0) Spielbericht | Georgien A. Kireewi (13:42) W. Dsiow (35:31) | IJssportcentrum Stappegoor, Tilburg Zuschauer: 416 |

| 16. Dezember 2023 16:30 Uhr | Thailand P. Thanakroekkiat (13:11) | 1:23 (1:6, 0:7, 0:10) Spielbericht | Niederlande J. Verkiel (3:23) J. de Bonth (4:40) R. de Hondt (12:06) G. van Nes (15:14) B. Bison (15:23) D. Hofland (17:01) D. Stempher (20:57) B. Bison (27:04) J. Nordemann (27:41) M. Timmer (28:25) J. de Bonth (32:21) F. van Elten (33:30) B. Borgman (34:55) J. Verkiel (40:51) J. Huisman (43:16) M. Timmer (45:56) D. Stempher (48:17) J. Huisman (48:59) J. Nordemann (52:48) R. de Hondt (53:31) J. de Bonth (53:43) J. de Ruiter (58:07) M. Timmer (58:16) | IJssportcentrum Stappegoor, Tilburg Zuschauer: 565 |

| 16. Dezember 2023 20:00 Uhr | Spanien A. Torralba (16:02) L. O’Hare (24:31) B. Baldris (29:22) G. González (36:00) D. Donath (53:18) | 5:1 (1:0, 3:1, 1:0) Spielbericht | Georgien A. Kosjulin (31:20) | IJssportcentrum Stappegoor, Tilburg Zuschauer: 222 |

| 17. Dezember 2023 16:30 Uhr | Niederlande D. Stempher (19:03) G. van Nes (35:02) J. Huisman (36:53) | 3:4 (1:0, 2:3, 0:1) Spielbericht | Spanien G. González (21:23) A. Burgos (29:23) D. Donath (32:09) B. Baldris (47:39) | IJssportcentrum Stappegoor, Tilburg Zuschauer: 857 |

| 17. Dezember 2023 20:00 Uhr | Georgien A. Kurbatow (8:07) W. Dsiow (10:18) A. Romanow (19:05) A. Romanow (21:42) W. Dsiow (26:28) O. Obolgogiani (29:46) B. Kotschkin (34:20) A. Kurbatow (53:25) S. Charisow (53:57) N. Bukija (59:53) | 10:0 (3:0, 4:0, 3:0) Spielbericht | Thailand | IJssportcentrum Stappegoor, Tilburg Zuschauer: 175 |

| Pl. |             | Sp | S | OTS | OTN | N | Tore  | Punkte |
| --- | ----------- | -- | - | --- | --- | - | ----- | ------ |
| 1.  | Spanien     | 3  | 3 | 0   | 0   | 0 | 24:06 | 9      |
| 2.  | Niederlande | 3  | 2 | 0   | 0   | 1 | 34:07 | 6      |
| 3.  | Georgien    | 3  | 1 | 0   | 0   | 2 | 13:13 | 3      |
| 4.  | Thailand    | 3  | 0 | 0   | 0   | 3 | 03:48 | 0      |

Abkürzungen: Pl. = Platz, Sp = Spiele, S = Siege, OTS = Siege nach Verlängerung (Overtime) oder Penaltyschießen, OTN = Niederlagen nach Verlängerung oder Penaltyschießen, N = Niederlagen

Erläuterungen: Qualifikant für die dritte Runde der Vorqualifikation

### Gruppe M
Die Spiele der Gruppe M der zweiten Runde der Vorqualifikation fanden vom 14. bis 17. Dezember 2023 in der serbischen Hauptstadt Belgrad statt, wo in der 2.000 Zuschauer fassenden Ledena dvorana Pionir gespielt wurde. Insgesamt besuchten 1.335 Zuschauer die sechs Turnierspiele, was einem Schnitt von 222 pro Partie entspricht.
| 14. Dezember 2023 15:30 Uhr (Ortszeit) | Kroatien D. Vedlin (25:50) V. Idžan (32:26) A. Bebek (39:01) D. Vedlin (56:01) T. Mirić (56:32) P. Dobrić (57:04) | 6:1 (0:0, 3:0, 3:1) Spielbericht | Republik China (Taiwan) Yang C.-h. (58:38) | Ledena dvorana Pionir, Belgrad Zuschauer: 17 |

| 14. Dezember 2023 19:00 Uhr | Serbien M. Mladenović (8:28) A. Racić (33:47) N. Vučurević (50:38) P. Podunavac (52:56) P. Podunavac (57:21) | 5:0 (1:0, 1:0, 3:0) Spielbericht | Türkei | Ledena dvorana Pionir, Belgrad Zuschauer: 367 |

| 15. Dezember 2023 15:30 Uhr | Kroatien D. Vedlin (27:22) J. Smolec (28:15) J. Smolec (36:33) I. Puzić (44:45) V. Idžan (52:10) A. Dimitrijević (57:51) | 6:2 (0:1, 3:1, 3:0) Spielbericht | Türkei F. Bakal (19:01) O. Meydancı (25:33) | Ledena dvorana Pionir, Belgrad Zuschauer: 14 |

| 15. Dezember 2023 19:00 Uhr | Republik China (Taiwan) | 0:6 (0:3, 0:1, 0:2) Spielbericht | Serbien A. Racić (10:28) M. Mladenović (14:13) M. Dinić (19:47) N. Vučurević (34:54) M. Mladenović (47:36) A. Zwick (56:30) | Ledena dvorana Pionir, Belgrad Zuschauer: 428 |

| 17. Dezember 2023 15:30 Uhr | Türkei O. Meydancı (21:19) | 1:3 (0:1, 1:2, 0:0) Spielbericht | Republik China (Taiwan) Lin J.-y. (4:50) Lin Y.-c. (26:06) Lin H.-j. (31:58) | Ledena dvorana Pionir, Belgrad Zuschauer: 21 |

| 17. Dezember 2023 19:00 Uhr | Serbien U. Novaković (15:44) A. Racić (41:16) A. Španjević (55:47) M. Dinić (57:15) | 4:0 (1:0, 0:0, 3:0) Spielbericht | Kroatien | Ledena dvorana Pionir, Belgrad Zuschauer: 488 |

| Pl. |                         | Sp | S | OTS | OTN | N | Tore  | Punkte |
| --- | ----------------------- | -- | - | --- | --- | - | ----- | ------ |
| 1.  | Serbien                 | 3  | 3 | 0   | 0   | 0 | 15:0  | 9      |
| 2.  | Kroatien                | 3  | 2 | 0   | 0   | 1 | 12:07 | 6      |
| 3.  | Republik China (Taiwan) | 3  | 1 | 0   | 0   | 2 | 04:13 | 3      |
| 4.  | Türkei                  | 3  | 0 | 0   | 0   | 3 | 03:14 | 0      |

Abkürzungen: Pl. = Platz, Sp = Spiele, S = Siege, OTS = Siege nach Verlängerung (Overtime) oder Penaltyschießen, OTN = Niederlagen nach Verlängerung oder Penaltyschießen, N = Niederlagen

Erläuterungen: Qualifikant für die dritte Runde der Vorqualifikation

## Vorqualifikation Runde 3
Die dritte Runde der Vorqualifikation findet zwischen dem 8. und 11. Februar 2024 statt. Dabei genossen die in der Weltrangliste Besserplatzierten das Recht, das Turnier auszurichten und machten – mit Ausnahme des südkoreanischen Verbands – davon auch Gebrauch. Südkorea trat das Austragungsrecht an den polnischen Verband ab.

### Gruppe G
Die Spiele der Gruppe G der dritten Runde der Vorqualifikation fanden vom 8. bis 10. Februar 2024 in der Tüskecsarnok in der ungarischen Hauptstadt Budapest statt. Insgesamt besuchten 5.659 Zuschauer die sechs Turnierspiele, was einem Schnitt von 943 pro Partie entspricht.
| 8. Februar 2024 15:00 Uhr (Ortszeit) | Litauen M. Kaleinikovas (0:14) E. Noreika (10:28) E. Krakauskas (24:30) P. Gintautas (58:55) | 4:6 (2:0, 1:3, 1:3) Spielbericht | Japan S. Isogai (29:41) K. Satō (29:58) Y. Hirano (38:05) T. Nakajima (43:34) K. Takagi (47:57) K. Satō (54:33) | Tüskecsarnok, Budapest Zuschauer: 77 |

| 8. Februar 2024 18:30 Uhr | Ungarn Á. Mihály (1:44) Á. Mihály (7:51) V. Galló (18:30) V. Galló (23:38) B. Stipsicz (36:11) N. Fejes (39:37) I. Terbócs (58:07) | 7:3 (3:0, 3:0, 1:3) Spielbericht | Spanien D. Donath (42:20) J. Capillas (45:41) D. Donath (58:15) | Tüskecsarnok, Budapest Zuschauer: 1.453 |

| 9. Februar 2024 16:30 Uhr | Spanien J. Capillas (1:26) L. O’Hare (5:50) A. Torralba (46:21) | 3:6 (2:0, 0:3, 1:3) Spielbericht | Japan S. Nakajima (28:52) S. Hitosato (33:37) K. Yamada (37:49) K. Satō (45:12) K. Yamada (54:55) R. Ishida (59:00) | Tüskecsarnok, Budapest Zuschauer: 116 |

| 9. Februar 2024 20:00 Uhr | Ungarn V. Galló (10:08) Á. Mihály (13:33) M. Nemes (16:14) J. Hári (18:41) J. Hári (46:48) I. Sofron (54:47) R. Kiss (56:30) | 7:1 (4:1, 0:0, 3:0) Spielbericht | Litauen M. Kaleinikovas (8:15) | Tüskecsarnok, Budapest Zuschauer: 1.907 |

| 10. Februar 2024 16:30 Uhr | Litauen M. Dumčius (16:26) U. Čižas (26:23) | 2:0 (1:0, 1:0, 0:0) Spielbericht | Spanien | Tüskecsarnok, Budapest Zuschauer: 177 |

| 10. Februar 2024 20:00 Uhr | Japan S. Nakajima (43:32) J. Halliday (45:34) | 2:1 (0:0, 0:1, 2:0) Spielbericht | Ungarn I. Sofron (36:51) | Tüskecsarnok, Budapest Zuschauer: 1.929 |

| Pl. |         | Sp | S | OTS | OTN | N | Tore  | Punkte |
| --- | ------- | -- | - | --- | --- | - | ----- | ------ |
| 1.  | Japan   | 3  | 3 | 0   | 0   | 0 | 14:08 | 9      |
| 2.  | Ungarn  | 3  | 2 | 0   | 0   | 1 | 15:06 | 6      |
| 3.  | Litauen | 3  | 1 | 0   | 0   | 2 | 07:13 | 3      |
| 4.  | Spanien | 3  | 0 | 0   | 0   | 3 | 06:15 | 0      |

Abkürzungen: Pl. = Platz, Sp = Spiele, S = Siege, OTS = Siege nach Verlängerung (Overtime) oder Penaltyschießen, OTN = Niederlagen nach Verlängerung oder Penaltyschießen, N = Niederlagen

Erläuterungen: Qualifikant für die Qualifikationsendrunde, Bester Gruppenzweiter und Qualifikant für die Qualifikationsendrunde, da Belarus ausgeschlossen wurde

### Gruppe H
Die Spiele der Gruppe H der dritten Runde der Vorqualifikation fanden vom 8. bis 11. Februar 2024 in der Vindico Arena in der walisischen Landeshauptstadt Cardiff statt. Insgesamt besuchten 8.537 Zuschauer die sechs Turnierspiele, was einem Schnitt von 1.422 pro Partie entspricht.
| 8. Februar 2024 16:00 Uhr (Ortszeit) | Rumänien J. Skatschkow (20:44) H. Bors (32:12) T. Farkas (39:30) J. Skatschkow (42:58) | 4:0 (0:0, 3:0, 1:0) Spielbericht | Serbien | Vindico Arena, Cardiff Zuschauer: 352 |

| 8. Februar 2024 20:00 Uhr | Großbritannien L. Kirk (3:32) M. Richardson (16:45) L. Kirk (25:53) C. Critchlow (27:02) C. Critchlow (30:07) J. Curran (32:53) C. Neilson (38:39) R. Dowd (43:34) B. Davies (56:12) N. Halbert (58:53) | 10:1 (2:0, 5:0, 3:1) Spielbericht | Volksrepublik China Zuo T. (43:47) | Vindico Arena, Cardiff Zuschauer: 1.860 |

| 10. Februar 2024 15:00 Uhr | Rumänien P. Imre (11:05) T. Részegh (20:29) O. Sándor-Székely (42:08) V. Teamriuc (50:38) B. Gajdó (57:40) M. Kovács (58:06) | 6:1 (1:1, 1:0, 4:0) Spielbericht | Volksrepublik China Wang J. (5:37) | Vindico Arena, Cardiff Zuschauer: 420 |

| 10. Februar 2024 19:00 Uhr | Serbien | 0:11 (0:1, 0:8, 0:2) Spielbericht | Großbritannien R. Dowd (3:20) B. Perlini (20:57) R. Dowd (23:46) C. Shudra (26:14) R. Dowd (30:37) C. Critchlow (32:01) B. Whistle (34:37) B. Perlini (35:39) S. Jones (37:31) N. Halbert (40:29) C. Neilson (45:01) | Vindico Arena, Cardiff Zuschauer: 2.900 |

| 11. Februar 2024 15:00 Uhr | Volksrepublik China Zheng M. (16:44) Zhang Z. (17:17) Guo J. (19:48) Yan R. (40:42) Zhang P. (41:11) Zong H. (50:01) Guo J. (58:48) | 7:5 (3:2, 0:2, 4:1) Spielbericht | Serbien P. Podunavac (11:28) M. Dragović (13:36) M. Dragović (29:13) L. Leštarić (37:08) M. Mladenović (53:36) | Vindico Arena, Cardiff Zuschauer: 368 |

| 11. Februar 2024 19:00 Uhr | Großbritannien B. Perlini (8:07) B. Lake (18:17) B. Perlini (22:04) S. Jones (36:44) S. Ruopp (37:32) L. Kirk (44:32) C. Neilson (47:06) | 7:4 (2:1, 3:1, 2:2) Spielbericht | Rumänien O. Sándor-Székely (8:29) J. Skatschkow (28:21) H. Gecse (45:30) M. Haaranen (55:50) | Vindico Arena, Cardiff Zuschauer: 2.637 |

| Pl. |                     | Sp | S | OTS | OTN | N | Tore  | Punkte |
| --- | ------------------- | -- | - | --- | --- | - | ----- | ------ |
| 1.  | Großbritannien      | 3  | 3 | 0   | 0   | 0 | 28:05 | 9      |
| 2.  | Rumänien            | 3  | 2 | 0   | 0   | 1 | 14:08 | 6      |
| 3.  | Volksrepublik China | 3  | 1 | 0   | 0   | 2 | 09:21 | 3      |
| 4.  | Serbien             | 3  | 0 | 0   | 0   | 3 | 05:22 | 0      |

Abkürzungen: Pl. = Platz, Sp = Spiele, S = Siege, OTS = Siege nach Verlängerung (Overtime) oder Penaltyschießen, OTN = Niederlagen nach Verlängerung oder Penaltyschießen, N = Niederlagen

Erläuterungen: Qualifikant für die Qualifikationsendrunde

### Gruppe J
Die Spiele der Gruppe J der dritten Runde der Vorqualifikation fanden vom 8. bis 11. Februar 2024 im ArcelorMittal Park in der polnischen Stadt Sosnowiec statt. Insgesamt besuchten 4.771 Zuschauer die sechs Turnierspiele, was einem Schnitt von 795 pro Partie entspricht. Südkorea trat das Austragungsrecht an den polnischen Verband ab.
| 8. Februar 2024 16:30 Uhr (Ortszeit) | Polen F. Komorski (27:35) M. Michalski (31:02) D. Paś (41:22) J. Wanacki (59:07) | 4:0 (0:0, 2:0, 2:0) Spielbericht | Estland | ArcelorMittal Park, Sosnowiec Zuschauer: 930 |

| 8. Februar 2024 20:00 Uhr | Südkorea | 0:4 (0:1, 0:1, 0:2) Spielbericht | Ukraine W. Masur (14:10) O. Worona (22:10) A. Denyskin (49:31) D. Tracht (50:03) | ArcelorMittal Park, Sosnowiec Zuschauer: 231 |

| 9. Februar 2024 16:30 Uhr | Estland M. Lovkov (9:33) M. Viitanen (49:44) | 2:4 (1:1, 0:1, 1:2) Spielbericht | Südkorea Nam H.-d. (11:59) Lee C.-m. (20:21) Ahn J.-h. (48:11) Shin S.-h. (50:42) | ArcelorMittal Park, Sosnowiec Zuschauer: 251 |

| 9. Februar 2024 20:15 Uhr | Polen K. Górny (7:15) M. Kolusz (33:45) | 2:3 n. P. (1:0, 1:1, 0:1, 0:0, 0:1) Spielbericht | Ukraine D. Borodaj (22:22) J. Ratuschnyj (43:43) O. Worona (PS) | ArcelorMittal Park, Sosnowiec Zuschauer: 1.817 |

| 11. Februar 2024 16:30 Uhr | Ukraine W. Masur (2:29) P. Panhelow-Juldaschew (15:59) W. Ljalka (17:17) J. Fadjejew (24:33) O. Peressunko (57:40) | 5:3 (3:0, 1:2, 1:1) Spielbericht | Estland R. Arrak (23:29) V. Vasjonkin (26:41) M. Viitanen (55:53) | ArcelorMittal Park, Sosnowiec Zuschauer: 441 |

| 11. Februar 2024 20:15 Uhr | Südkorea Hong J.-w. (35:08) Hong J.-w. (49:35) Song H.-c. (63:58) | 3:2 n. V. (0:0, 1:0, 1:2, 1:0) Spielbericht | Polen D. Paś (47:30) J. Wanacki (50:02) | ArcelorMittal Park, Sosnowiec Zuschauer: 1.101 |

| Pl. |          | Sp | S | OTS | OTN | N | Tore  | Punkte |
| --- | -------- | -- | - | --- | --- | - | ----- | ------ |
| 1.  | Ukraine  | 3  | 2 | 1   | 0   | 0 | 12:05 | 8      |
| 2.  | Südkorea | 3  | 1 | 1   | 0   | 1 | 07:08 | 5      |
| 3.  | Polen    | 3  | 1 | 0   | 2   | 0 | 08:06 | 5      |
| 4.  | Estland  | 3  | 0 | 0   | 0   | 3 | 05:13 | 0      |

Abkürzungen: Pl. = Platz, Sp = Spiele, S = Siege, OTS = Siege nach Verlängerung (Overtime) oder Penaltyschießen, OTN = Niederlagen nach Verlängerung oder Penaltyschießen, N = Niederlagen

Erläuterungen: Qualifikant für die Qualifikationsendrunde

## Qualifikationsendrunde
Die Endrunde der Qualifikation fand vom 29. August bis 1. September 2024 statt. Dabei hatten die drei auf den ersten Platz gesetzten Mannschaften das Recht, über den Ort der Ausrichtung zu bestimmen und machten davon auch Gebrauch.

### Gruppe D
Die Spiele der Gruppe D der Qualifikationsendrunde fanden vom 29. August bis 1. September 2024 im Zimný štadión Ondreja Nepelu in der slowakischen Landeshauptstadt Bratislava statt. Insgesamt besuchten 28.236 Zuschauer die sechs Turnierspiele, was einem Schnitt von 4.706 pro Partie entspricht.
| 29. August 2024 14:00 Uhr (Ortszeit) | Kasachstan N. Michailis (15:55) D. Breus (31:13) M. Muchametow (34:06) N. Michailis (48:42) N. Michailis (53:34) | 5:2 (1:0, 2:2, 2:0) Spielbericht | Ungarn D. Szongoth (22:38) I. Sofron (35:17) | Zimný štadión Ondreja Nepelu, Bratislava Zuschauer: 434 |

| 29. August 2024 18:00 Uhr | Slowakei M. Gernát (32:16) M. Kelemen (34:48) | 2:1 (0:0, 2:1, 0:0) Spielbericht | Österreich M. Kasper (39:52) | Zimný štadión Ondreja Nepelu, Bratislava Zuschauer: 8.670 |

| 30. August 2024 14:00 Uhr | Kasachstan D. Breus (1:45) T. Gaitamirow (52:12) | 2:1 (1:0, 0:0, 1:1) Spielbericht | Österreich R. Herburger (42:31) | Zimný štadión Ondreja Nepelu, Bratislava Zuschauer: 397 |

| 30. August 2024 18:00 Uhr | Ungarn H. Nilsson (3:16) I. Bartalis (45:39) I. Bartalis (47:07) | 3:7 (1:1, 0:2, 2:4) Spielbericht | Slowakei M. Hrivík (4:15) M. Sukeľ (25:07) M. Grman (36:55) P. Regenda (45:11) L. Hudáček (46:08) T. Tatar (54:28) R. Lantoši (54:45) | Zimný štadión Ondreja Nepelu, Bratislava Zuschauer: 8.824 |

| 1. September 2024 14:00 Uhr | Österreich L. Haudum (38:33) D. Zwerger (51:38) D. Zwerger (59:16) L. Haudum (PS) | 4:3 n. P. (0:3, 1:0, 2:0, 0:0, 1:0) Spielbericht | Ungarn V. Galló (4:15) K. Papp (11:34) B. Szabó (18:16) | Zimný štadión Ondreja Nepelu, Bratislava Zuschauer: 783 |

| 1. September 2024 18:00 Uhr | Slowakei R. Lantoši (4:54) P. Regenda (12:21) A. Liška (30:16) | 3:1 (2:0, 1:1, 0:0) Spielbericht | Kasachstan N. Michailis (35:52) | Zimný štadión Ondreja Nepelu, Bratislava Zuschauer: 9.128 |

| Pl. |            | Sp | S | OTS | OTN | N | Tore  | Punkte |
| --- | ---------- | -- | - | --- | --- | - | ----- | ------ |
| 1.  | Slowakei   | 3  | 3 | 0   | 0   | 0 | 12:05 | 9      |
| 2.  | Kasachstan | 3  | 2 | 0   | 0   | 1 | 08:06 | 6      |
| 3.  | Österreich | 3  | 0 | 1   | 0   | 2 | 06:07 | 2      |
| 4.  | Ungarn     | 3  | 0 | 0   | 1   | 2 | 08:16 | 1      |

Abkürzungen: Pl. = Platz, Sp = Spiele, S = Siege, OTS = Siege nach Verlängerung (Overtime) oder Penaltyschießen, OTN = Niederlagen nach Verlängerung oder Penaltyschießen, N = Niederlagen

Erläuterungen: Qualifikant für die Olympischen Winterspiele

### Gruppe E
Die Spiele der Gruppe E der Qualifikationsendrunde fanden vom 29. August bis 1. September 2024 in der Arēna Rīga in der lettischen Hauptstadt Riga statt. Insgesamt besuchten 30.630 Zuschauer die sechs Turnierspiele, was einem Schnitt von 5.105 pro Partie entspricht.
| 29. August 2024 16:00 Uhr (Ortszeit) | Frankreich F. Chakiachvili (8:57) S. Da Costa (15:36) P.-É. Bellemare (24:11) S. Treille (28:22) P. Dubé (29:50) J. Perret (44:41) C. Bertrand (49:41) | 7:2 (2:0, 3:0, 2:2) Spielbericht | Ukraine W. Ljalka (43:08) O. Peressunko (58:42) | Arēna Rīga, Riga Zuschauer: 370 |

| 29. August 2024 20:00 Uhr | Lettland U. J. Balinskis (1:21) R. Balcers (18:55) Ro. Bukarts (25:11) R. Ābols (38:33) | 4:2 (2:1, 2:1, 0:0) Spielbericht | Slowenien R. Tičar (2:07) L. Maver (34:42) | Arēna Rīga, Riga Zuschauer: 9.200 |

| 30. August 2024 16:00 Uhr | Frankreich A. Texier (6:18) A. Texier (11:12) A. Texier (45:43) T. Bozon (46:15) T. Bozon (49:50) | 5:1 (2:0, 0:1, 3:0) Spielbericht | Slowenien J. Urbas (35:25) | Arēna Rīga, Riga Zuschauer: 410 |

| 30. August 2024 20:00 Uhr | Ukraine D. Tracht (48:27) | 1:5 (0:2, 0:3, 1:0) Spielbericht | Lettland D. Ločmelis (15:03) Ro. Bukarts (16:10) H. Egle (29:22) Ri. Bukarts (32:50) M. Indrašis (34:28) | Arēna Rīga, Riga Zuschauer: 9.800 |

| 1. September 2024 13:00 Uhr | Slowenien J. Urbas (5:19) J. Drozg (12:20) J. Drozg (28:19) J. Urbas (40:12) Ž. Jeglič (50:33) A. Kuralt (52:03) | 6:2 (2:0, 1:2, 3:0) Spielbericht | Ukraine W. Ljalka (35:47) P. Panhelow-Juldaschew (36:45) | Arēna Rīga, Riga Zuschauer: 550 |

| 1. September 2024 17:00 Uhr | Lettland E. Tralmaks (5:08) Ro. Bukarts (7:52) R. Ābols (23:48) M. Dzierkals (25:18) K. Rubīns (39:32) | 5:2 (2:1, 3:0, 0:1) Spielbericht | Frankreich C. Bertrand (0:21) S. Da Costa (56:53) | Arēna Rīga, Riga Zuschauer: 10.300 |

| Pl. |            | Sp | S | OTS | OTN | N | Tore  | Punkte |
| --- | ---------- | -- | - | --- | --- | - | ----- | ------ |
| 1.  | Lettland   | 3  | 3 | 0   | 0   | 0 | 14:05 | 9      |
| 2.  | Frankreich | 3  | 2 | 0   | 0   | 1 | 14:08 | 6      |
| 3.  | Slowenien  | 3  | 1 | 0   | 0   | 2 | 09:11 | 3      |
| 4.  | Ukraine    | 3  | 0 | 0   | 0   | 3 | 05:18 | 0      |

Abkürzungen: Pl. = Platz, Sp = Spiele, S = Siege, OTS = Siege nach Verlängerung (Overtime) oder Penaltyschießen, OTN = Niederlagen nach Verlängerung oder Penaltyschießen, N = Niederlagen

Erläuterungen: Qualifikant für die Olympischen Winterspiele, Bester Gruppenzweiter und Qualifikant für die Olympischen Winterspiele, da Russland ausgeschlossen bleibt

### Gruppe F
Die Spiele der Gruppe F der Qualifikationsendrunde fanden vom 29. August bis 1. September 2024 im Gigantium in der dänischen Hafenstadt Aalborg statt. Insgesamt besuchten 11.937 Zuschauer die sechs Turnierspiele, was einem Schnitt von 1.989 pro Partie entspricht.
| 29. August 2024 15:30 Uhr (Ortszeit) | Norwegen K. A. Olimb (34:15) P. Thoresen (38:24) M. Brandsegg-Nygård (39:33) M. Brandsegg-Nygård (42:54) | 4:2 (0:1, 3:0, 1:1) Spielbericht | Japan T. Nakajima (16:06) Y. Hirano (54:11) | Gigantium, Aalborg Zuschauer: 1.208 |

| 29. August 2024 19:30 Uhr | Dänemark M. Lauridsen (3:15) N. Ehlers (45:34) L. Eller (51:32) | 3:1 (1:1, 0:0, 2:0) Spielbericht | Großbritannien L. Kirk (8:21) | Gigantium, Aalborg Zuschauer: 2.102 |

| 30. August 2024 15:30 Uhr | Norwegen P. Thoresen (7:21) P. Thoresen (9:26) P. Thoresen (20:35) J. Johannesen (30:38) M. E. Pettersen (36:27) K. A. Olimb (52:33) | 6:2 (2:0, 3:0, 1:2) Spielbericht | Großbritannien J. Waller (45:19) B. Davies (52:13) | Gigantium, Aalborg Zuschauer: 891 |

| 30. August 2024 19:30 Uhr | Japan T. Nakajima (10:24) M. Furuhashi (36:08) | 2:3 n. V. (1:2, 1:0, 0:0, 0:1) Spielbericht | Dänemark J. Røndbjerg (11:01) C. Wejse (17:31) L. Eller (63:45) | Gigantium, Aalborg Zuschauer: 3.279 |

| 1. September 2024 12:30 Uhr | Großbritannien S. Norris (2:59) L. Kirk (14:18) J. Waller (16:20) | 3:2 (3:0, 0:2, 0:0) Spielbericht | Japan K. Ōtsu (22:51) M. Furuhashi (36:55) | Gigantium, Aalborg Zuschauer: 1.017 |

| 1. September 2024 16:30 Uhr | Dänemark N. Jensen (36:04) N. Jensen (38:03) P. Russell (56:31) P. Russell (58:33) | 4:1 (0:1, 2:0, 2:0) Spielbericht | Norwegen M. Zuccarello (0:26) | Gigantium, Aalborg Zuschauer: 3.440 |

| Pl. |                | Sp | S | OTS | OTN | N | Tore  | Punkte |
| --- | -------------- | -- | - | --- | --- | - | ----- | ------ |
| 1.  | Dänemark       | 3  | 2 | 1   | 0   | 0 | 10:04 | 8      |
| 2.  | Norwegen       | 3  | 2 | 0   | 0   | 1 | 11:08 | 6      |
| 3.  | Großbritannien | 3  | 1 | 0   | 0   | 2 | 06:11 | 3      |
| 4.  | Japan          | 3  | 0 | 0   | 1   | 2 | 06:10 | 1      |

Abkürzungen: Pl. = Platz, Sp = Spiele, S = Siege, OTS = Siege nach Verlängerung (Overtime) oder Penaltyschießen, OTN = Niederlagen nach Verlängerung oder Penaltyschießen, N = Niederlagen

Erläuterungen: Qualifikant für die Olympischen Winterspiele